# Fort du Trou-d'Enfer
Le fort du Trou-d'Enfer fait partie du réseau des forts d'Île-de-France. Il est situé dans la commune de Marly-le-Roi, dans le département des Yvelines. Il fut érigé entre 1877 et 1880 pour accueillir une garnison de 800 hommes.

## Historique

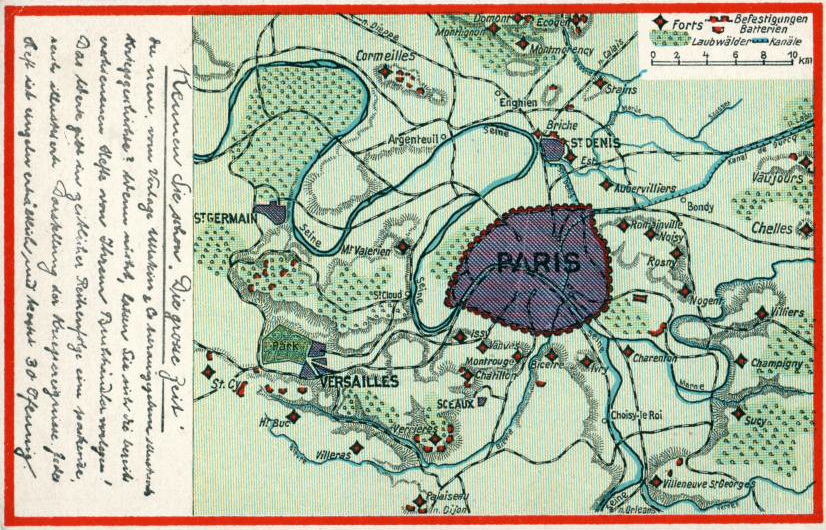
Carte postale allemande antérieure à la guerre de 1914-18, montrant l'ensemble du système défensif du camp retranché de Paris.

En 1870, la France est en partie occupée par les armées prussiennes. À la suite de cette défaite, on met en place le système Séré de Rivières qui permet notamment la construction de fortifications pour défendre Paris. Au total, ce sont 18 forts, 5 redoutes et 34 batteries qui ont été construits entre 1874 et 1881. C'est dans ce cadre que le fort du Trou-d'Enfer a été construit par l'entreprise belfortaine de travaux publics Stractman.
Le fort prenait également le nom de « réduit du Trou-d'Enfer », en lien avec les 6 batteries annexes à proximité (Noisy, Marly, Auberderie, Champ de mars, Réservoirs, des Arches), et cet ensemble formait la « position de Marly ».
Les membres de l'OAS Albert Dovecar et Claude Piegts y furent exécutés après leur condamnation  à mort en 1962.
Le fort appartient aujourd'hui à l'ONF et peut se visiter (Office de Tourisme Saint Germain Boucles de Seine). Depuis plusieurs années, une fontaine des époux Poirier y a été déposée temporairement.

### Sources
- Site pro-Algérie française qui cite le fort dans la biographie d'Albert Dovecar